# Inmigración mexicana en Chile
La inmigración mexicana en Chile es el movimiento migratorio desde los Estados Unidos Mexicanos hacia la República de Chile. A 2019 se estimaba en 10.380 los mexicanos que residían en Chile.

## Características

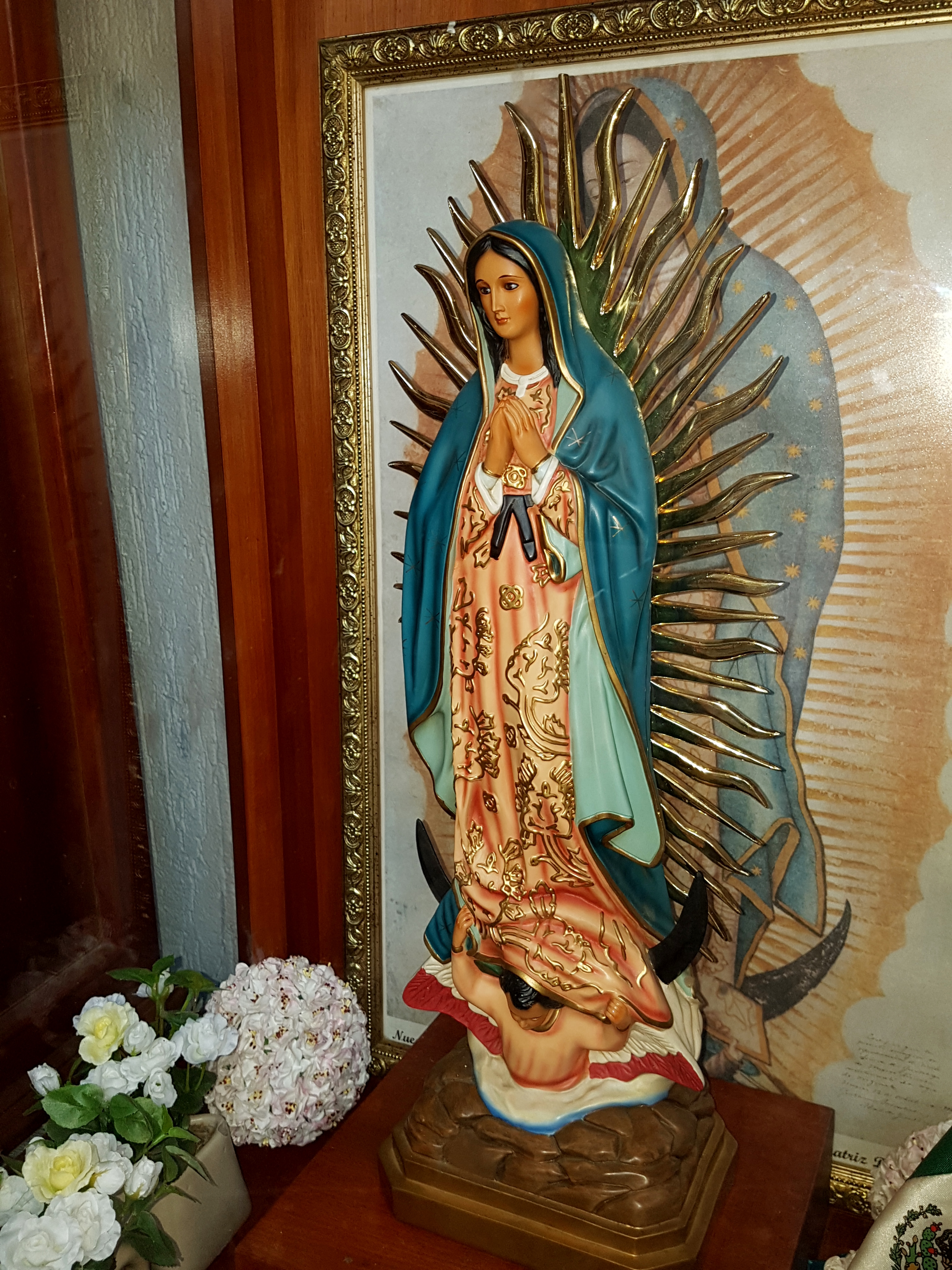
Imagen de Nuestra Señora de Guadalupe en la Parroquia Latinoamericana de Santiago

A pesar de que ambas naciones comparten un fuerte vínculo sociocultural, siendo el español el idioma oficial en los dos países, con una predominancia religiosa del catolicismo y haber sido parte del Imperio español, ubicándose México y Chile en los extremos norte y sur de Hispanoamérica respectivamente, la comunidad mexicana residente en Chile es la decimoprimera a nivel americano siendo superada por países sudamericanos predominantemente.  
La mayoría de los mexicanos que reside en Chile son mujeres solteras, de las cuales un 40% aproximadamente lo hace de manera temporal, parte de los mexicanos ingresa normalmente por estudios o trabajos no superiores a los tres años de duración, por lo que es una comunidad que se encuentra en constante renovación, aunque en aumento según el censo nacional del país austral debido a relaciones entabladas con chilenos o sentir seguridad al establecerse en el país disparándose según el censo del 2002. De los residentes mexicanos permanentes en el territorio chileno, destacan los que lo hacen por razones conyugales (contraer matrimonio o unión civil con un ciudadano masculino de nacionalidad chilena), del mismo modo, profesionales que encuentran una oportunidad para sus carreras en el país del sur.  Esto también ha provocado que diversas empresas mexicanas instalen filiales en Chile, entre ellas destacan el Grupo Bimbo, América Móvil (Claro Chile) y FEMSA (60 % de Farmacias Cruz Verde). Asimismo, pequeños empresarios gastronómicos han abierto restaurantes de comida típica mexicana. 
Con la creación de la Alianza del Pacífico en 2012, Chile y México como socios fundadores anunciaron y suscribieron iniciativas de integración, tanto bilaterales como también con los otros países miembros. Esto contempló la creación de beneficios migratorios, la eliminación de visas para turistas y estadías temporales, además de la facilitación de los requisitos para la obtención de otro tipo de visados. Las tendencias migratorias chilenas y mexicanas son opuestas: Mientras que Chile es un país receptor de inmigrantes con bajas tasas de emigración, México posee una alta tasa de emigrantes con un flujo histórico principal dentro de Norteamérica (Estados Unidos y Canadá). 
La Asociación de Mexicanos en Chile (Amech) es la principal asociación de la colectividad mexicana en el país, dentro de sus actividades principales se encuentran la celebración de las festividades típicas mexicanas. Para finalizar el 67% de los migrantes son mujeres entre los 23 a 38 años  y el 25% lo componen familias, y el restante hombres solteros entre 25 a 40 años. Según el censo del gobierno del 2017.
En los asuntos religiosos, la comunidad católica mexicana residente en Santiago se reúne en la Iglesia de Nuestra Señora de Pompeya, frente al Parque Bustamante, para celebrar tanto las celebraciones de la independencia de México a fines de septiembre, como también algunas festividades católicas mexicanas, como por ejemplo, el Día de la Virgen de Guadalupe en diciembre.